# Frederik Frans II van Mecklenburg-Schwerin

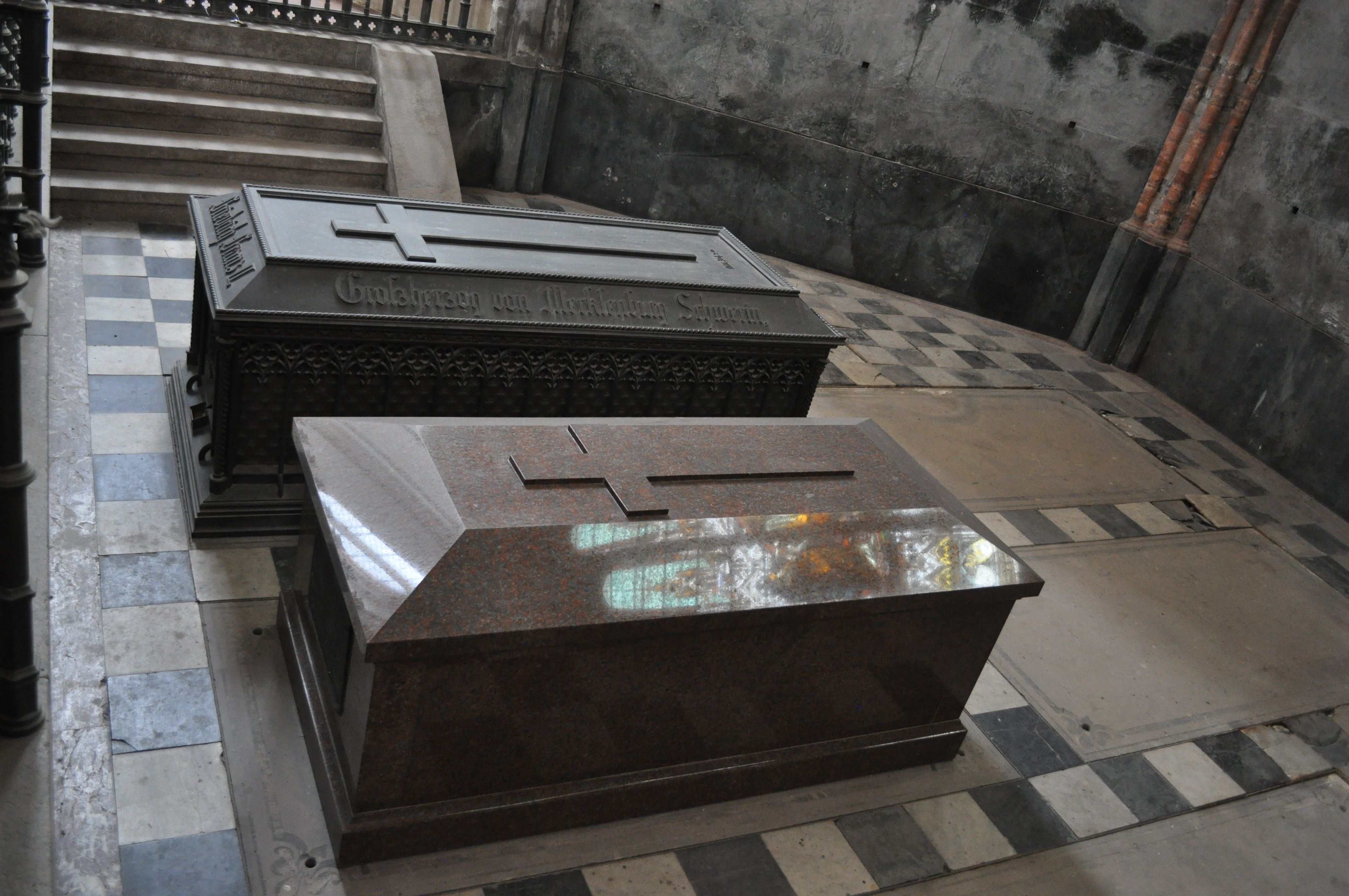
Graf van Frederik Frans en zijn echtgenote Marie van Schwarzburg-Rudolstadt

Frederik Frans II (Ludwigslust, 28 februari 1823 — Schwerin, 15 april 1883) was van 1842 tot 1883 groothertog van Mecklenburg-Schwerin. Hij was de vader van prins Hendrik der Nederlanden, de echtgenoot van koningin Wilhelmina.

## Leven
Frederik Frans was de zoon van groothertog Paul Frederik en Alexandrine van Pruisen, dochter van Frederik Willem III. Hij groeide op aan het hof van zijn overgrootvader Frederik Frans I. Na de troonsbestijging van zijn vader in 1837 kreeg hij te Dresden een opleiding aan het instituut van Karl Justus Blochmann. Vervolgens studeerde hij te Bonn en maakte hij verschillende reizen naar Nederland en Italië. Toen hij vernam dat zijn vader op sterven lag, haastte hij zich van Bonn naar Mecklenburg, waar hij Paul Frederik nog levend aantrof. Na diens dood op 7 maart 1842 kwam Frederik Frans, op 19-jarige leeftijd en slecht voorbereid, op de troon.
Het conflict in de ridderschap, dat reeds onder Paul Frederik was begonnen, brandde onder Frederik Frans' bewind in volle hevigheid los. In de Maartrevolutie van 1848 stond hij onder druk van de publieke opinie liberale hervormingen toe. Hij riep de landdag bijeen die vergaderde van 26 april tot 17 mei en hem een ontwerp-grondwet voorlegde die voorzag in een Kamer van Afgevaardigden. Na Frederik Frans' gedwongen aanvaarden hiervan trad de nieuwe grondwet op 10 oktober 1849 in werking. De door Pruisen gesteunde ridderschap en groothertog George van Mecklenburg-Strelitz verzette zich hier echter sterk tegen. Onder grote druk werd de grondwet op 12 november 1850 terzijde geschoven met de argumentatie dat deze "geen bestaansrecht" had.
De bevoordeling van de kerkelijke partij door de groothertog en zijn eerste echtgenote Auguste van Reuß-Schleitz-Köstritz wekte eveneens wijd en zijd ongenoegen. Na haar dood in 1862 hertrouwde hij met Anna van Hessen-Darmstadt (1864), kleindochter van Lodewijk II van Hessen-Darmstadt, die echter reeds twee jaar later stierf. Ten slotte huwde hij in 1868 Marie van Schwarzburg-Rudolstadt. Hij besteedde veel aandacht aan de bouw en restauratie van kerken en scholen, alsmede aan liefdadigheid.
Hij nam als Pruisisch generaal deel aan de Duits-Deense Oorlog van 1864 en rukte in de Pruisisch-Oostenrijkse Oorlog van 1866 Beieren binnen. In datzelfde jaar trad hij toe tot de Noord-Duitse Bond. In de Frans-Duitse Oorlog van 1870/1871 verdedigde hij aanvankelijk de Duitse kust, maar hij nam in augustus deel aan de belegering van Metz. Vanuit Reims leidde hij de belegering van Toul en Soissons. Het gelukte hem ondanks zware moeilijkheden het Franse Loireleger te neutraliseren en hij nam in 1871 als commandant deel aan de Slag bij Le Mans. Hierop bezette hij Alençon en Rouen en keerde terug naar Versailles. Hij trad in 1871 toe tot het nieuwe Duitse Keizerrijk en werd voor zijn prestaties door Wilhelm I beloond met de rang van veldmaarschalk.
Hij stierf op 15 april 1883 en werd opgevolgd door zijn oudste zoon Frederik Frans III.

## Kinderen
Frederik Frans II kreeg in zijn drie huwelijken de volgende kinderen:
- Bij Augusta van Reuss-Schleiz-Köstritz (1822-1862):
  - Frederik Frans III (1851-1897), groothertog van Mecklenburg-Schwerin
  - Paul Frederik Willem Hendrik (1852-1923), gehuwd met Marie zu Windisch-Graetz. Wegens zijn huwelijk met een katholieke prinses verloor hertog Paul voor zichzelf en zijn nakomelingen het recht op de troon van Mecklenburg-Schwerin.
  - Marie Alexandrine Elisabeth Eleonore (1854-1920), gehuwd met Vladimir Aleksandrovitsj Romanov, zoon van Alexander II van Rusland
  - Nicolaas Alexander Frederik Hendrik (1855-1856)
  - Johan Albrecht Ernst Constantijn Frederik Hendrik (1857-1920), regent van Brunswijk
  - Alexander Theodoor George Frederik (1859 geboren en overleden)
- Bij Anna van Hessen-Darmstadt (1843-1865):
  - Anna Mathilde Elisabeth Alexandrine (1865-1882)
- Bij Marie van Schwarzburg-Rudolstadt (1850-1922):
  - Elisabeth Alexandrine (1869-1955), gehuwd met Frederik August van Oldenburg
  - Frederik Willem Adolf Gunther (1871-1897)
  - Adolf Frederik (1873-1969), koloniaal politicus; gehuwd met Victoria Feodora, dochter van Hendrik XXVII Reuß jongere linie
  - Hendrik Wladimir Albrecht Ernst (1876-1934), gehuwd met koningin Wilhelmina der Nederlanden